# Laghi di Cancano
I laghi di Cancano sono due bacini idrici artificiali contigui, di proprietà di A2A S.p.A., siti nella Valle di Fraele nel Comune di Valdidentro, non lontano da Bormio, rinomata località turistica dell'Alta Valtellina in provincia di Sondrio. 

## Descrizione

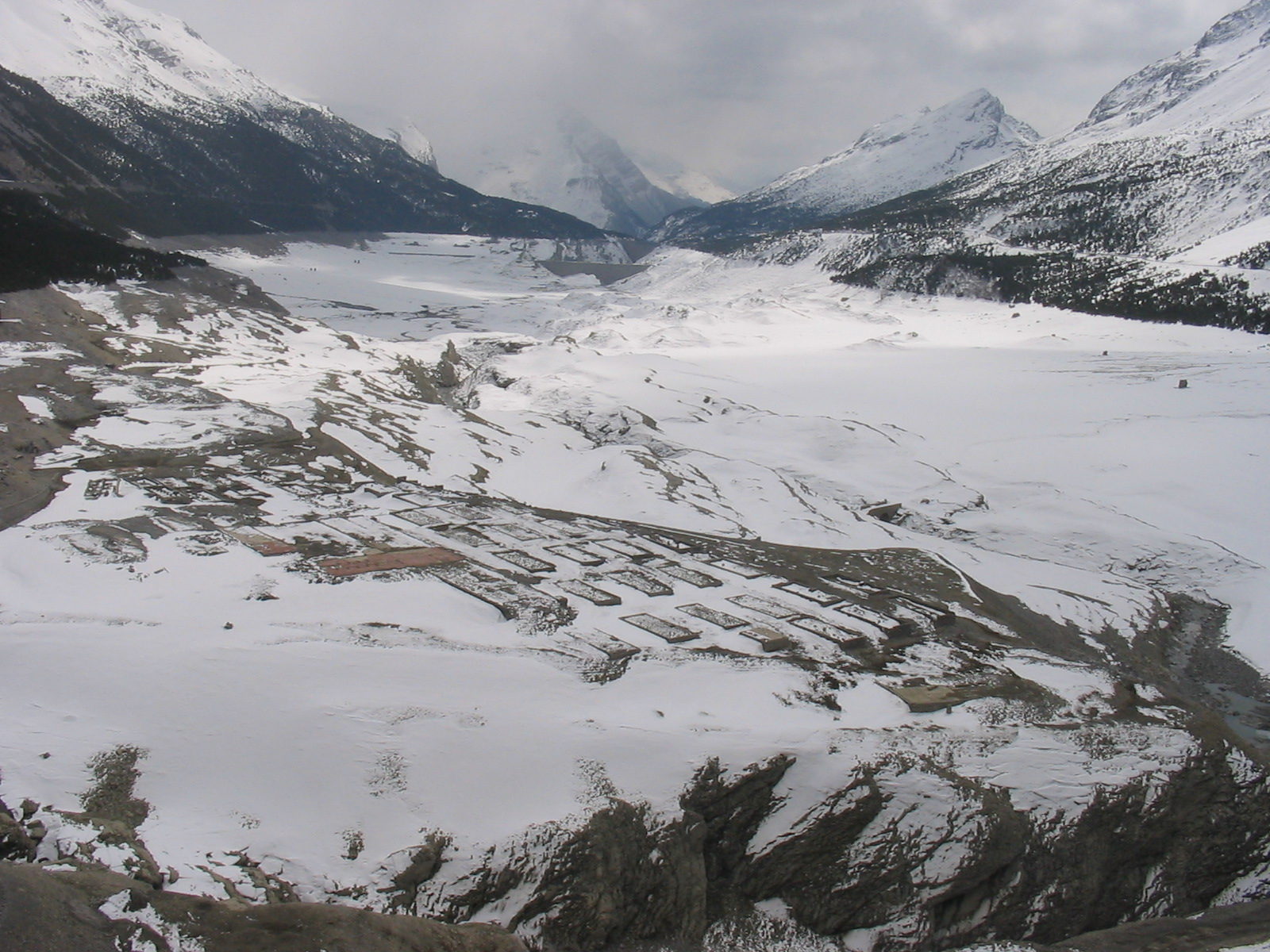
Visione panoramica degli invasi di Cancano vuoti nel periodo invernale

Questi due invasi sono alimentati, nel complesso, dalle acque del fiume Adda, che nasce non lontano dai due bacini sul Monte Ferro, nonché dalle portate del canale dello Spöl, del canale Gavia - Forni - Braulio e del nuovo canale Viola Bormina. La capacità complessiva dei due invasi è di 187 milioni di metri cubi di acqua. I laghi alimentano la centrale idroelettrica di Premadio, sita anch'essa nel Comune di Valdidentro. I due bacini, nonostante la loro vicinanza hanno nomi diversi: Lago di San Giacomo e Lago di Cancano II.